# Erik Himle

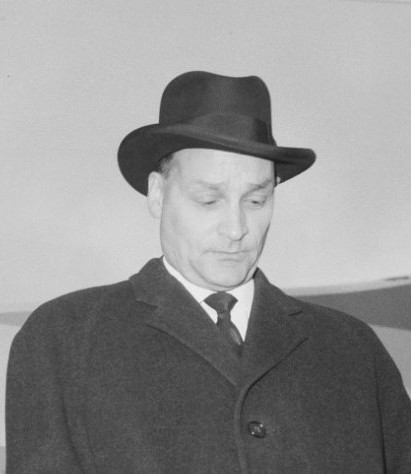
Erik Himle (1964)

Erik Himle (* 10. April 1924 in Fana, Bergen, Hordaland; † 30. Juli 2008) war ein norwegischer Ministerialbeamter und Politiker der Arbeiderpartiet, der unter anderem zwischen 1963 und 1964 Minister für Handel und Schifffahrt und danach von 1964 bis 1965 Minister für Verkehr und Kommunikation in der Regierung Gerhardsen IV war.

## Leben
Himle, Sohn des Inspektors Anders Himle und der Hausfrau Maria Lofthus, begann 1944 ein Studium der Wirtschaftswissenschaften, das er 1948 als candidatus oeconomices (Cand. oecon.) abschloss. Im Anschluss trat er in den Regierungsdienst und war zunächst zwischen 1948 und 1949 Sekretär im Handelsministerium. Daraufhin war er 1950 als Sekretär bei der Internationalen Bank für Wiederaufbau und Entwicklung in Washington, D.C. tätig, ehe er nach seiner Rückkehr 1950 erst Sekretär und danach Berater im Handelsministerium war. Er war zwischen 1952 und 1955 Büroleiter (Byråsjef) und anschließend von 1956 bis 1958 Abteilungsleiter (Ekspedisjonssjef) im Verteidigungsministerium. Während dieser Zeit absolvierte er 1957 das NATO Defense College in Rom.
Danach wurde Himle am 1. Juli 1958 Staatssekretär im Verteidigungsministerium und übte diese Funktion bis zum 18. Februar 1961 aus. 1961 fungierte er für einige Monate als Forsvarsråd und war damit oberster Beamter im Verteidigungsministerium. Er bekleidete vom 1. Januar 1962 bis zum 28. August 1963 den Posten als Staatssekretär im Ministerium für Verkehr und Kommunikation.
Am 25. September 1963 wurde Himle von Ministerpräsident Einar Gerhardsen als Minister für Handel und Schifffahrt (Handels- og skipsfartsminister) in dessen vierte Regierung berufen und bekleidete dieses Amt bis zu einer Regierungsumbildung am 20. Januar 1964. Daraufhin wurde er Nachfolger von Trygve Bratteli als Minister für Verkehr und Kommunikation (Samferdselsminister), während Trygve Lie sein Nachfolger als Minister für Handel und Schifffahrt wurde. Das Amt des Ministers für Verkehr und Kommunikation behielt er bis zum Ende von Gerhardsens Amtszeit am 12. Oktober 1965. Im Anschluss war er von 1965 bis 1966 Sekretär der Ap-Fraktion im Storting, 1966 für einige Zeit Sekretär des Finanzkomitees der Regierung und danach von 1967 bis 1967 als Departementsråd abermals oberster Beamter im Verteidigungsministerium.
Während der ersten Regierung von Ministerpräsident Trygve Bratteli bekleidete er zwischen dem 19. April 1971 und dem 18. Oktober 1972 den Posten als Staatssekretär im Büro des Ministerpräsidenten. 1973 wechselte er als Departementsråd abermals ins Verteidigungsministerium und bekleidete diese Funktion als oberster Ministerialbeamter im Anschluss von 1978 bis 1988 im Ministerium für Öl und Energie. Für seine Verdienste wurde Himle 1985 Kommandeur des Sankt-Olav-Orden. Danach blieb er zwischen 1988 und 1991 als Departementsråd mit Sonderaufgaben im Ministerium für Öl und Energie. Nach seinem Ausscheiden aus dem Ministerialdienst bekleidete der Verteidigungsexperte von 1992 bis 1994 den Posten als Vorsitzender des Ausschusses zur Reorganisation der Heimevernet, der Reservestreitmacht der norwegischen Streitkräfte. Danach engagierte er sich zwischen 1997 und 1999 als Vorsitzender der Arbeiderpartiet von Holmen, einem Stadtteil von Oslo.

## Veröffentlichung
- Forsvarsutgiftene og den økonomiske bæreevne, Oslo 1968